# Carnera (fumetto)
Carnera è una serie a fumetti italiana creata dall'editore e scrittore Tristano Torelli e dall'illustratore Mario Uggeri nella sua resa grafica. Ispirata alla figura del pugile Primo Carnera, venne edita dall'Editrice Torelli nel formato a striscia tipico dell'epoca dal 1947 al 1950. Fu anche pubblicata anche in Germania negli anni cinquanta.

## Storia editoriale
La serie trae ispirazione dalla figura del pugile italiano Primo Carnera, che aveva già ispirato graficamente un altro personaggio a fumetti, Dick Fulmine.  Ambientato nei coevi Stati Uniti, ogni numero presenta una storia autoconclusiva e racconta la vita immaginaria del pugile, tra successi sportivi e scontri con la criminalità organizzata.
La serie a fumetti ha debuttato il 15 aprile 1947 ed è stata pubblicata fino al 25 marzo 1950. Franco Paludetti, Camillo Zuffi, Nino Puglisi, Nini Segna, Piero Sartori, Dario Guzzon e Giovanni Sinchetto si sono alternati come illustratori. In appendice ad ogni albo venivano inoltre presentate altre serie, tra cui Carlin di Paolo Piffarerio e Ravengart di Mario Uggeri.
Tra il 1953 e il 1954 la serie è stata pubblicata in Germania Ovest dalla casa editrice Walter Lehning Verlag.